# Ceratoconcha floridana
Ceratoconcha floridana är en kräftdjursart som först beskrevs av Henry Augustus Pilsbry 1931.  Ceratoconcha floridana ingår i släktet Ceratoconcha och familjen Pyrgomatidae. Inga underarter finns listade i Catalogue of Life.